# Edward Lofgren
Edward Joseph Lofgren (* 18. Januar 1914 in Chicago, Illinois; † 6. September 2016 in Oakland, Kalifornien) war ein US-amerikanischer Physiker, der sich mit Teilchenbeschleunigern beschäftigte.

## Leben und Werk
Lofgren studierte an der University of California, Berkeley, wo er 1938 seinen Abschluss machte und dann von 1938 bis 1940 als Assistent in der Gruppe von Ernest Orlando Lawrence an Zyklotronen arbeitete. Im Zweiten Weltkrieg war er in Los Alamos am Manhattan Project beteiligt als Gruppenleiter. Aus dieser Arbeit entstand auch seine Dissertation in Berkeley, wo er 1945 promoviert wurde. Von 1946 bis 1948 war er an der University of Minnesota, behielt aber seine Kontakte nach Berkeley, wo er schließlich ins Lawrence Berkeley National Laboratory (LBNL) eintrat und dort bis zu seinem Ruhestand 1979 blieb. Er war dort an allen großen Beschleunigerprojekten beteiligt, angefangen vom Bevatron, mit dem Cosmotron dem ersten Beschleuniger im GeV Bereich. Nach der Fertigstellung 1954 war er als Gruppenleiter für das Bevatron zuständig. 
In den 1960er Jahren leitete er am LBNL ein Designteam für ein nationales 200 GeV-Protonensynchrotron, was aber nicht wie erhofft am LBNL realisiert wurde, sondern am Ende im neu gegründeten Fermilab (mit einem anderen Entwurf als dem von Lofgren). 
1973 bis 1977 war er Associate Director des LBNL. In dieser Zeit wurde der Super Hilac (Super Heavy Ion Linear Accelerator) gebaut (als Ersatz für den 1957 gebauten HILAC, 1972 in Betrieb), ein Linearbeschleuniger für Schwerionen. Dort wurden außerdem Pionierarbeiten für den Einsatz schwerer Ionen in der Krebstherapie geleistet. Durch Kopplung mit dem alten Bevatron wurde daraus der Bevalac Schwerionenbeschleuniger (in Betrieb bis 1993). Unter Lofgren wurde auch die Forschung für die Verwendung des Schwerionenbeschleunigers für die Kernfusion am LBNL initiiert.
Er war Fellow der American Physical Society und der American Association for the Advancement of Science. (1981) Von 1967 bis 1970 gehörte er zu den ersten Mitgliedern des High Energy Physics Advisory Panel (HEPAP).
Lofgren war zweimal verheiratet und hatte drei Töchter aus erster Ehe. Er starb am 6. September 2016 im Alter von 102 Jahren.